# レ・ルース
レ・ルース （Les Rousses）は、フランス、ブルゴーニュ＝フランシュ＝コンテ地域圏、ジュラ県のコミューン。
レ・ルース、ボワ・ダモン、ラムーラ、プレマノンにまたがるレ・ルース・スキー場（fr）がある。

## 地理

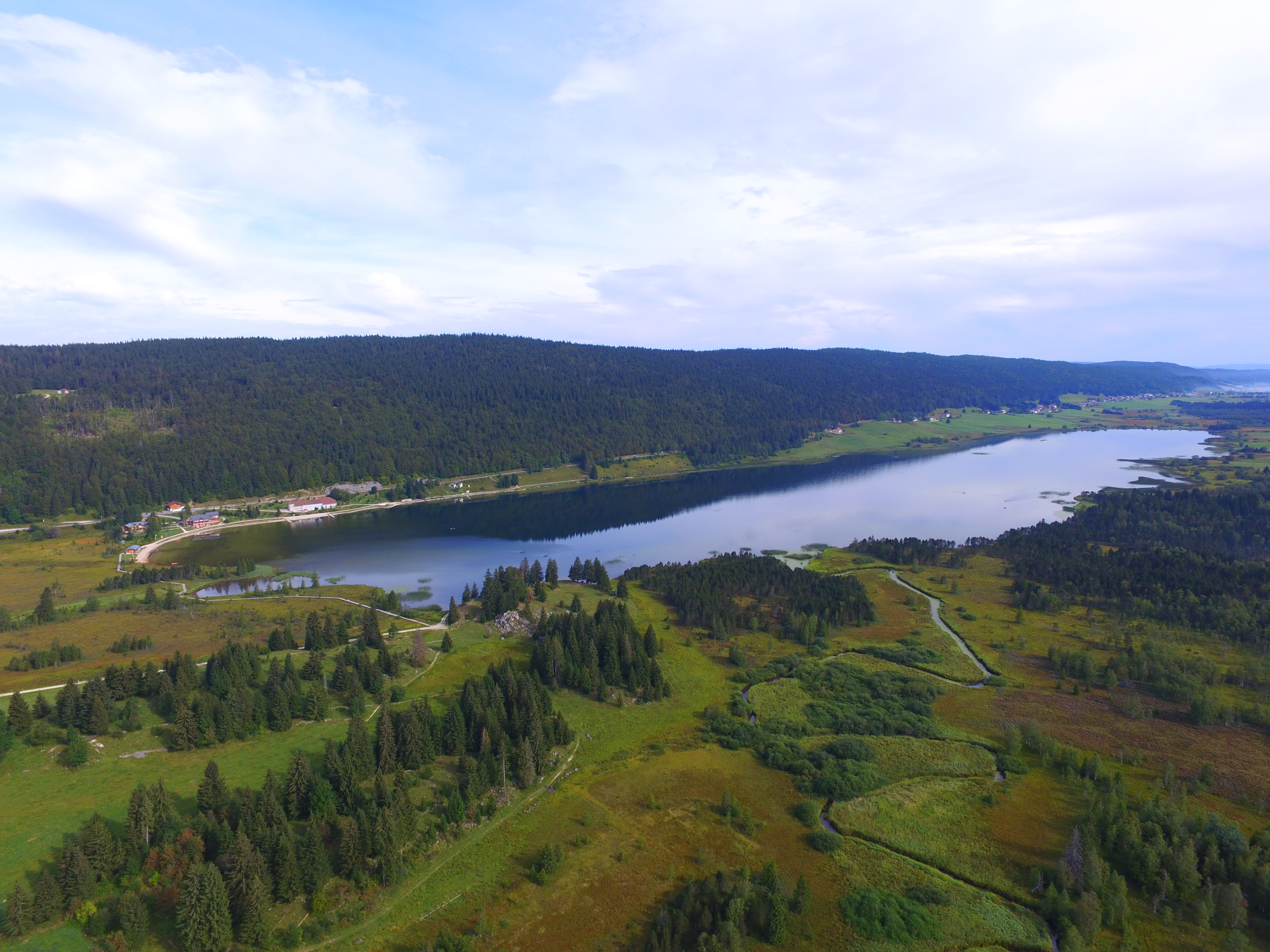
レ・ルース湖

標高1107m地点にあるレ・ルースの町は、ジュラ山脈のリズー山（1419m）とノワールモン山（1567m）の中間にある向斜を占めており、スイスとの国境地帯に接している。
コミューンは、厳しい冬が特徴の大陸性気候である。
レ・ルースはローヌ川とライン川の分水嶺に位置している。町の東側を流れる雨はレ・ルース湖、オルブ川、スイス、そしてライン川へ向かう。西側に降った雨は、ローヌ川の支流アン川に合流する、ビエンヌ川に向かって流れる。

## 歴史

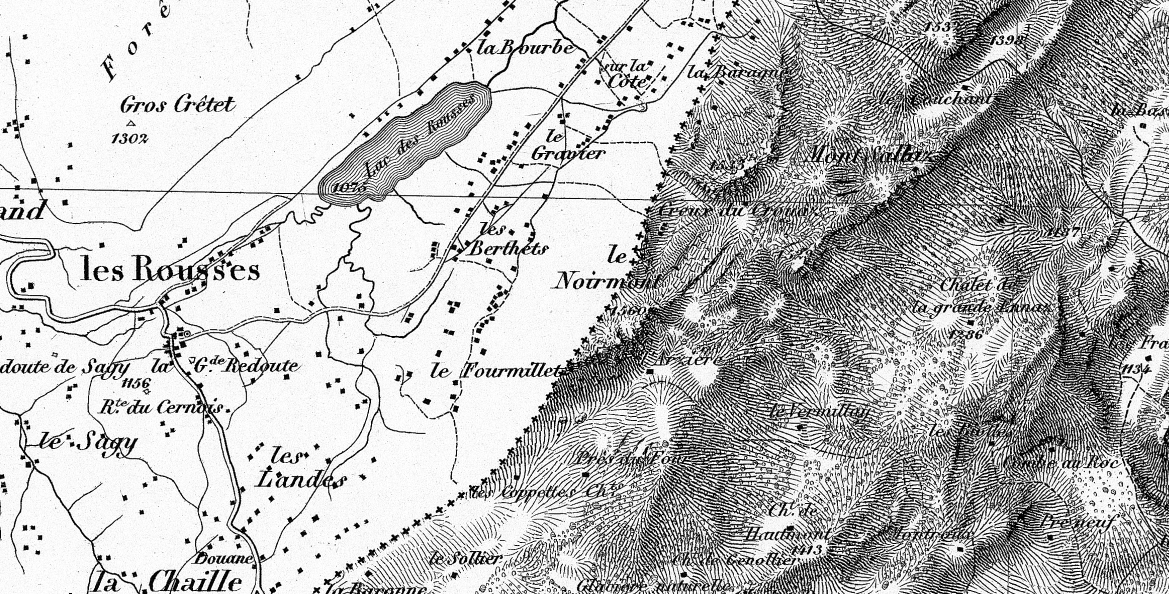
デュフール地図（1864年）に描かれたレ・ルース

レ・ルースの村の名前はおそらく、アルピタン語で岩を意味する（Les Roches）方言形の言葉、Les Rôtzからきているという。しかしこの説は不確実であり、他に説明がある。rousessという言葉は、『一掃された土地』や『丸太でつくった小屋』（ラテン語ではruptias）を意味しており、この地方では一般的にみられるものである。
地元の地名学では、les Roussesは必ずしも中世に起こった未開地一掃の時代に言及したものではない。ラムーラのように、後の時代になって定住が行われたコミューンもある。中世の後期まで、この地方は司祭や羊飼いたちしか通らない、原生林に覆われていた。
家畜の飼料の土地、夏の牧草地であった村そのものは、16世紀初めになって歴史上に姿を現す。農業技術と大鎌の使用が普及して、十分に草が刈り取れるようになり、長い冬の間家畜を養えるようになった。礼拝堂が出現するのは16世紀終わりであり、教区が置かれるのは1612年である。一方、新たなコミューンとしてボワ・ダモンが18世紀半ばにレ・ルースから分離している。
最古のレ・ルース住民は通信上の自然の軸に定住した。鎖状のジュラの峰々を横切る、ジヴリーヌ峠である。ジヴリーヌ峠は、レマン湖地方とスイス東部の地方に比較的容易に行き来できたのである。
レ・ルースは数度の国際条約の交渉の場となった。
- 1862年12月8日 - ダップ条約。フランス＝スイス間国境の修正。ラ・キュール集落はスイス領となった。
- 1962年2月18日 - 同年3月18日に調印されたエビアン協定の事前会談

2か所の砦、レ・ルース砦とリズー砦が、谷の防衛のために19世紀に建設された。スイスを横断して敵対勢力が侵攻してくるのに対抗するためである。これらの2か所の砦は急速な大砲の開発でたちまち時代遅れになり、その後は単なる兵舎やトレーニングセンターとなり、実際に軍事的役割を果たしたことはなかった。
町のマスコットは、この地方に多く生息しているアカギツネである。

## 人口統計
| 1962年 | 1968年 | 1975年 | 1982年 | 1990年 | 1999年 | 2006年 | 2014年 |
| ------ | ------ | ------ | ------ | ------ | ------ | ------ | ------ |
| 1731   | 1755   | 2061   | 2331   | 2840   | 2927   | 3018   | 3276   |

参照元:1962年から1999年までは複数コミューンに住所登録をする者の重複分を除いたもの。それ以降は当該コミューンの人口統計によるもの。1999年までEHESS/Cassini、2006年以降INSEE。

## 交通
1921年、ニヨン・サン・セルグ・モレ鉄道のメートル法路線完成により、レ・ルースはスイスのニヨンやモレとの往来の恩恵を受けた。この路線のフランス側は1958年に廃止された。スイス側の対フランス国境最後の駅があるラ・キュールが終点となっている。

## 経済

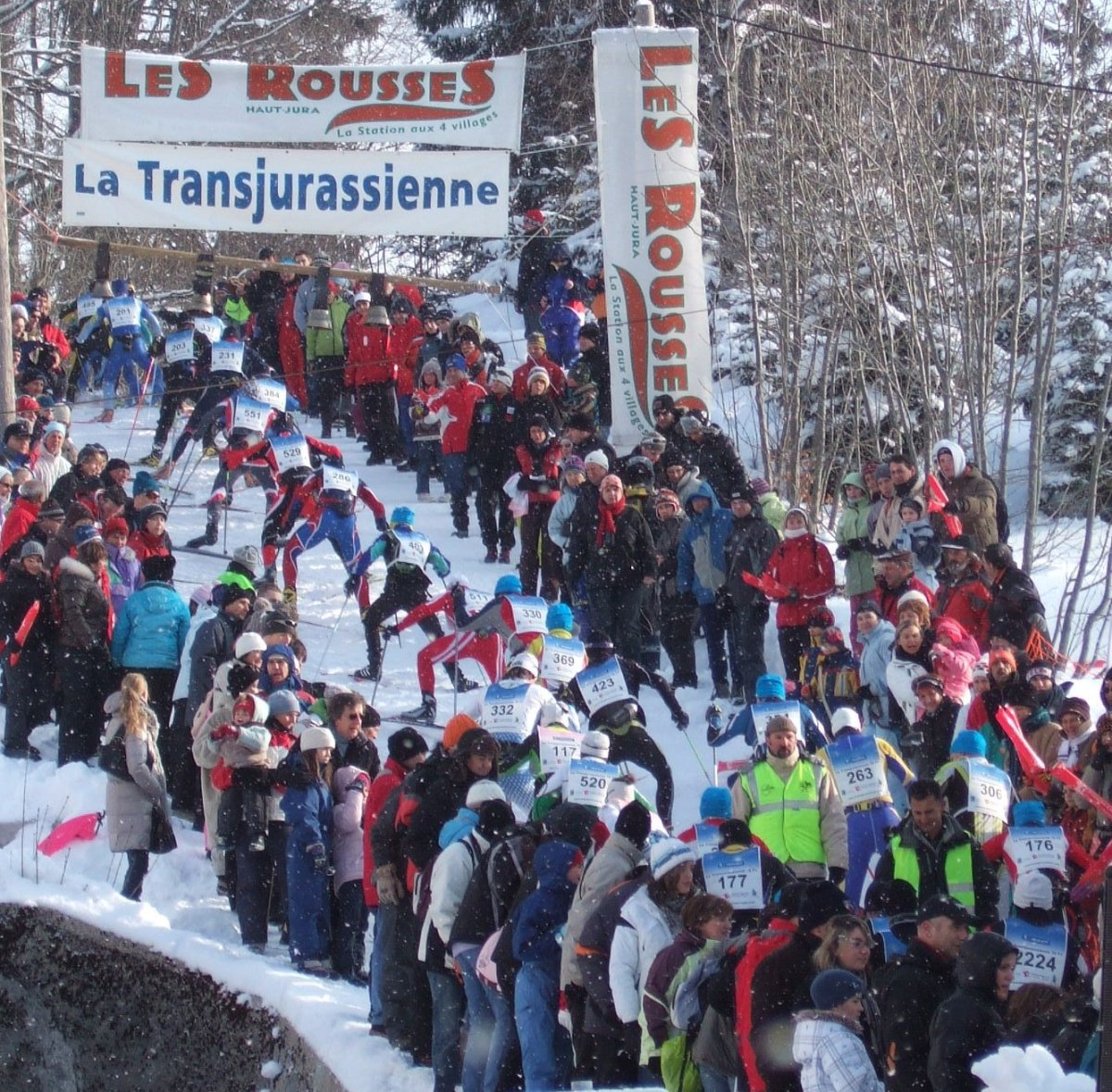
レ・ルースで開催されたクロスカントリースキー競技会

1900年代初頭まで、レ・ルース住民の職業は農業が占めていた。レ・ルースには4か所のチーズ製造業協同組合、チーズ製造所兼販売店、協同組合があり、そこでは地元酪農家が持ち込んだ牛乳でコンテチーズやモルビエチーズが作られていた。村の中心には今はチーズ工房が一か所しかない。
農業活動と並行して、レ・ルースや周辺のコミューンではかなり古いころから工芸が存在した。こうした活動は農民たちが冬の間に行っていた。初期のころ、コントワーズの時計製造、後にガラス製造は、19世紀から20世紀初頭まで重要なブームを経験した。
21世紀初頭、レ・ルース住民は2つの分野で彼らは才能を引き出している。観光業と、国境をまたいでスイスで働くことである。コミューン住民の多くが毎日国境を越えてスイスへ通い、ジュー渓谷の時計産業で有名なジュネーヴ州やヴォー州で働いている。
観光地としてのレ・ルースは1970年代半ばからブームとなった。レジャーとしてのスキーの発展、多くの場合冬に取得する四週間の有給休暇制度導入による。当初はアルペンスキー発展に焦点を当てたが、レ・ルースは地形に適したクロスカントリースキーに焦点を再び当てている。

## 史跡

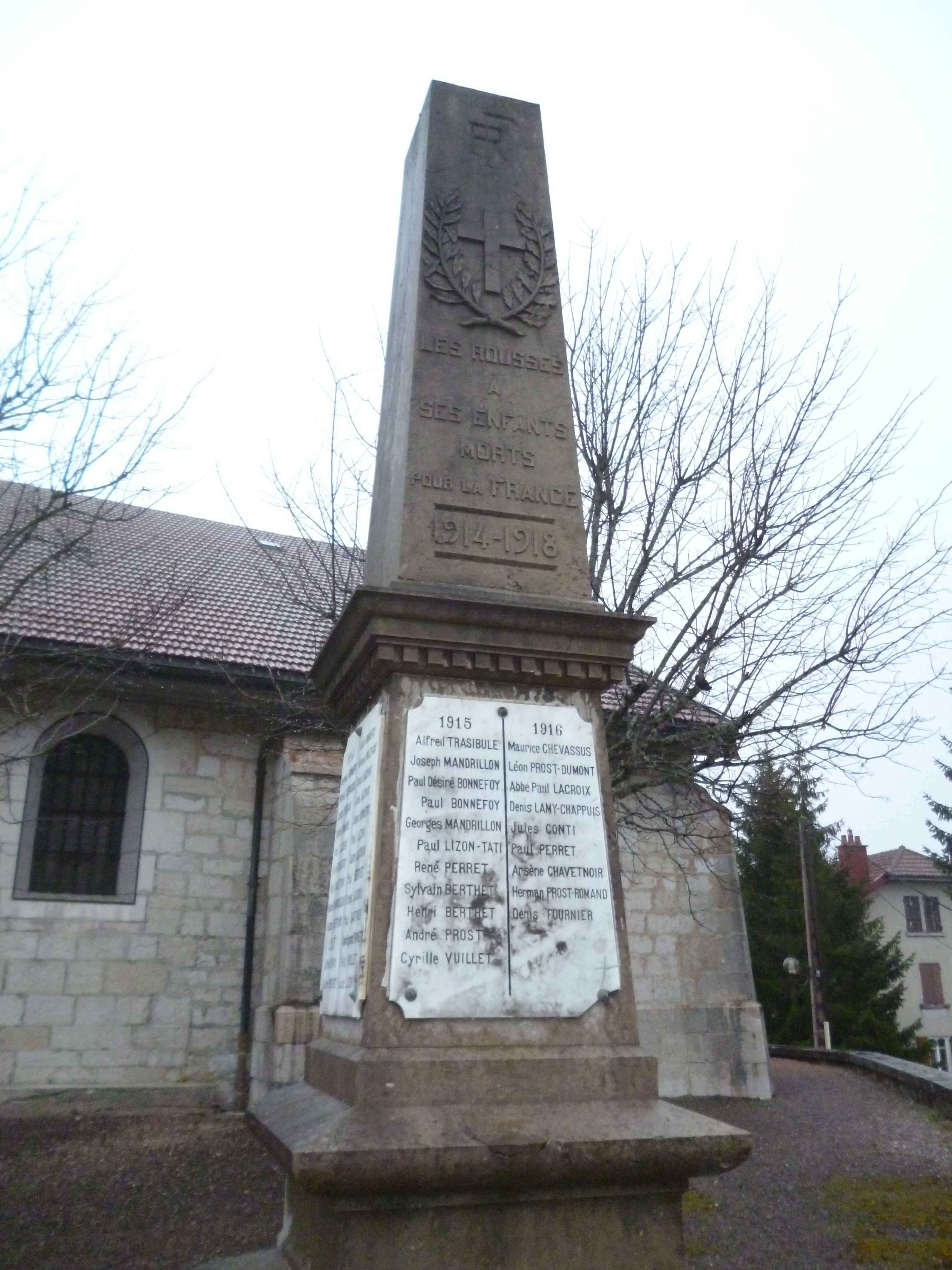
世界大戦戦死者記念碑
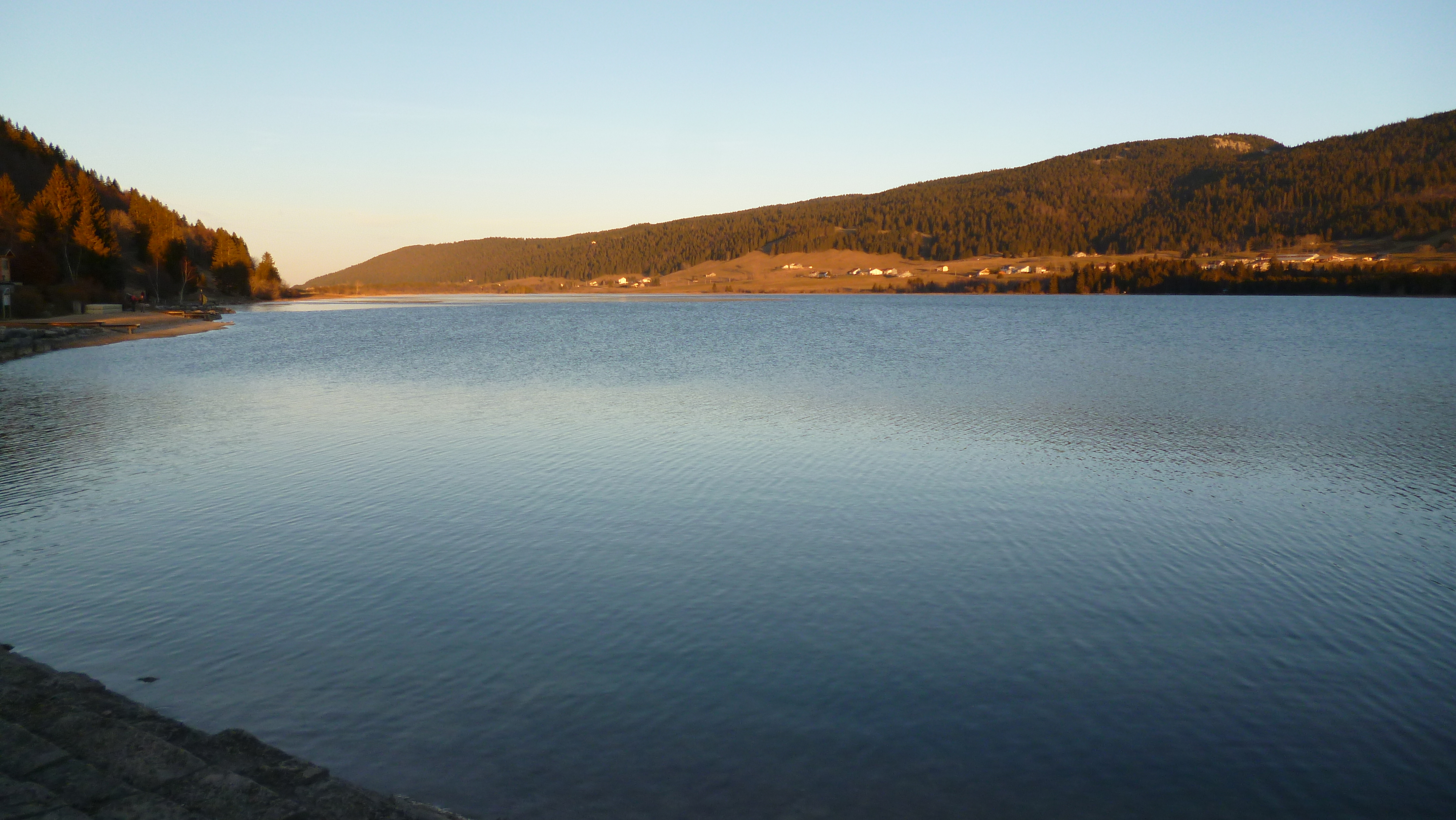
レ・ルース湖
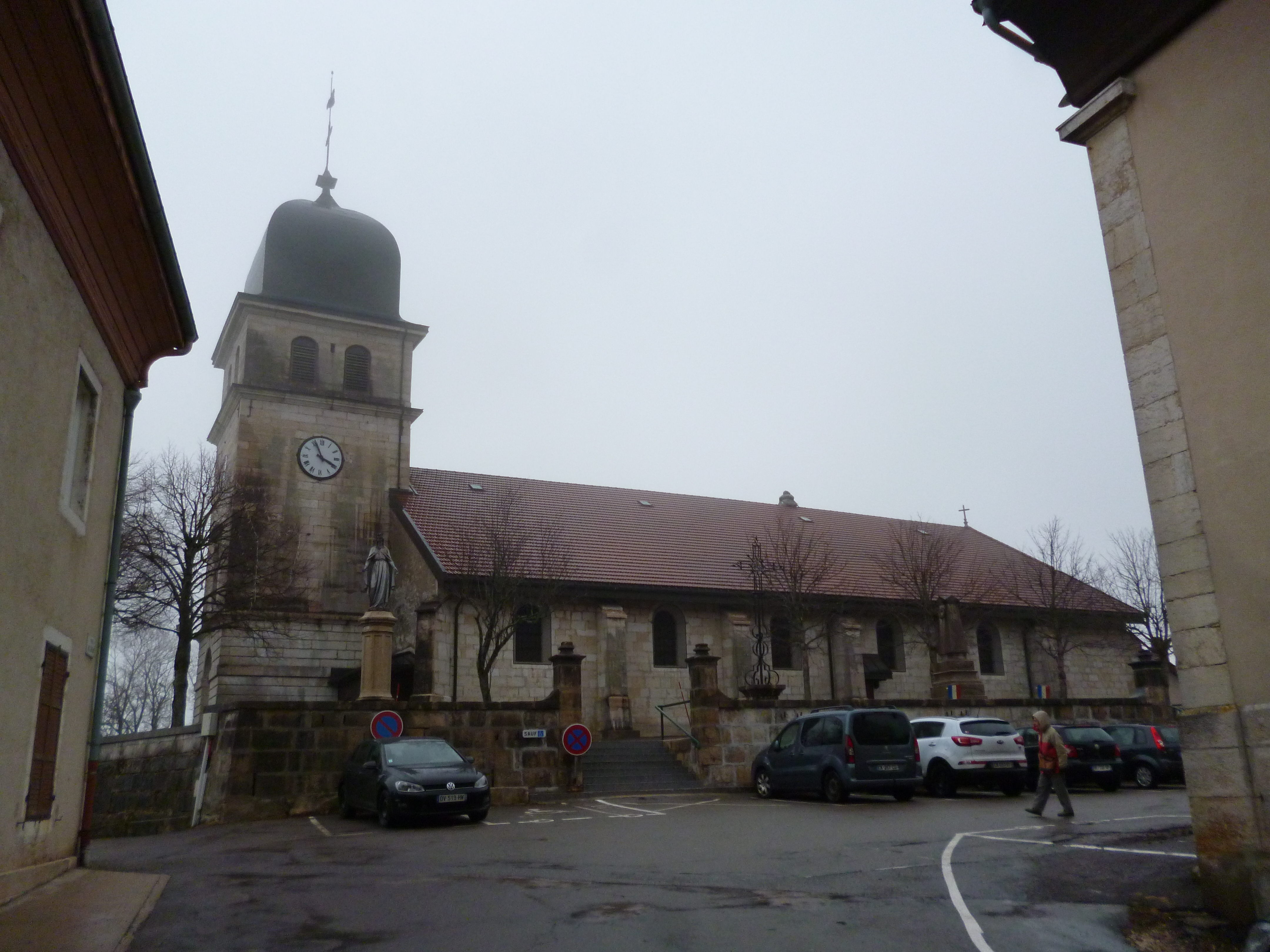
教会
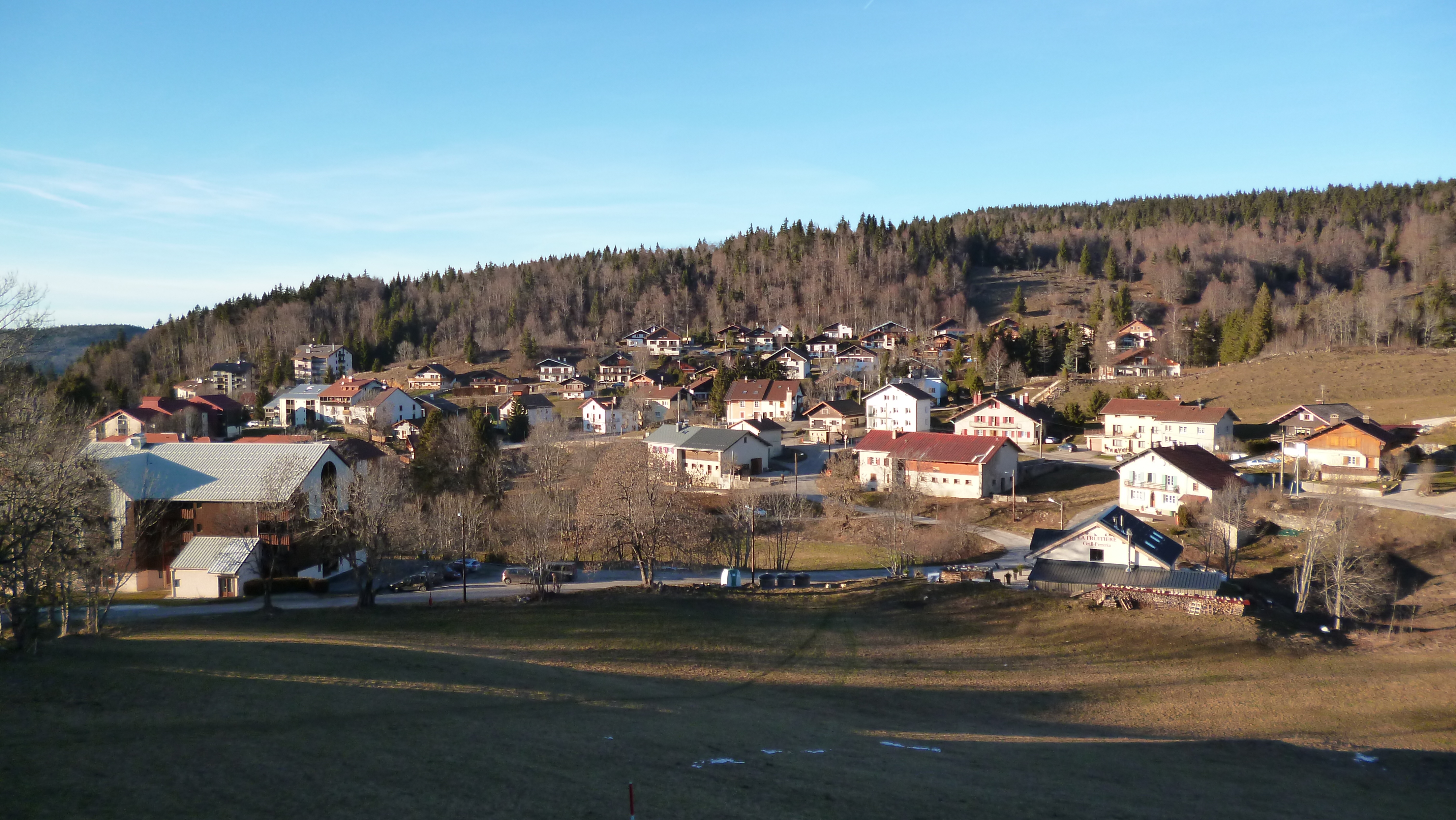
村の眺め
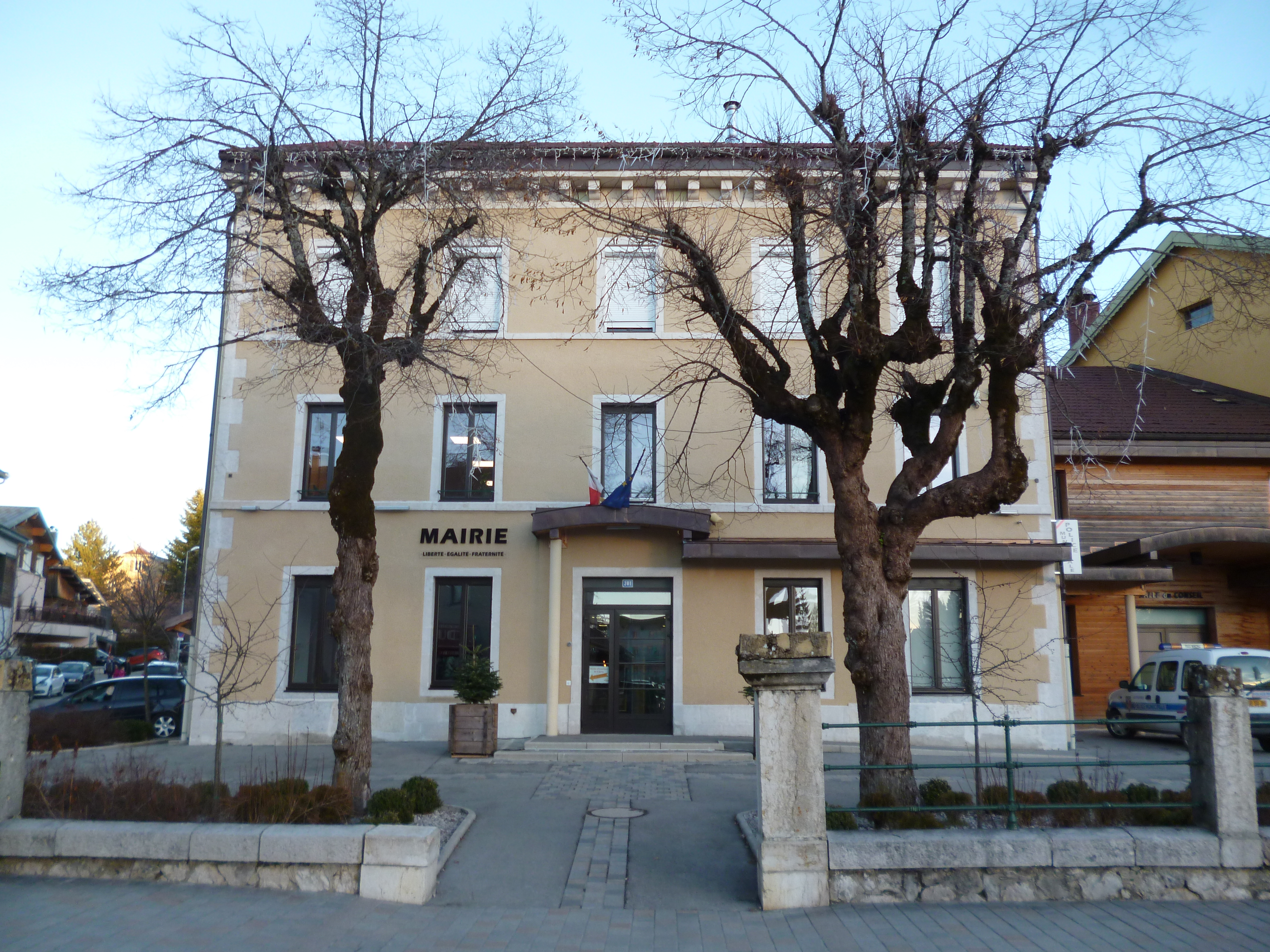
役場
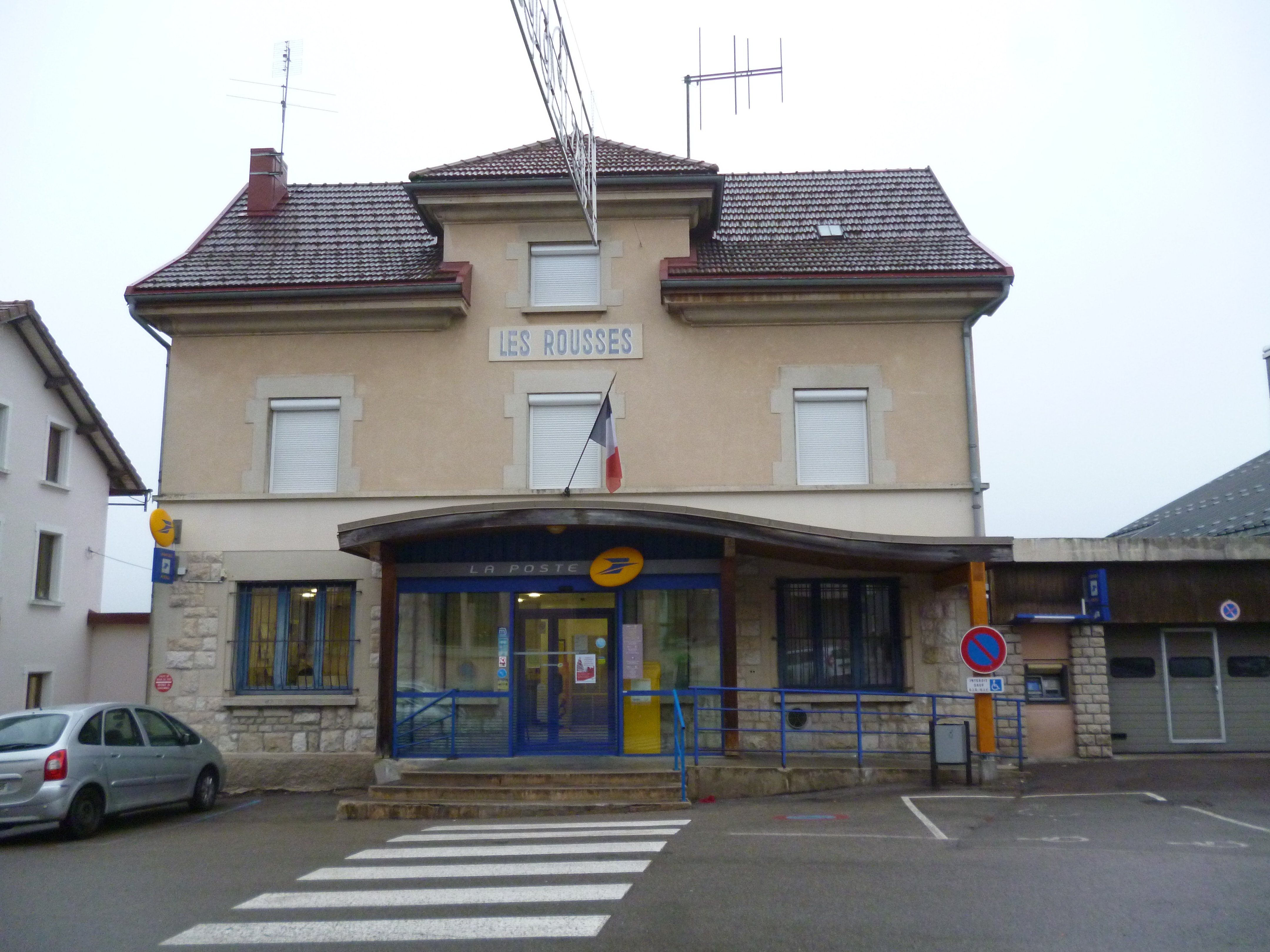
郵便局
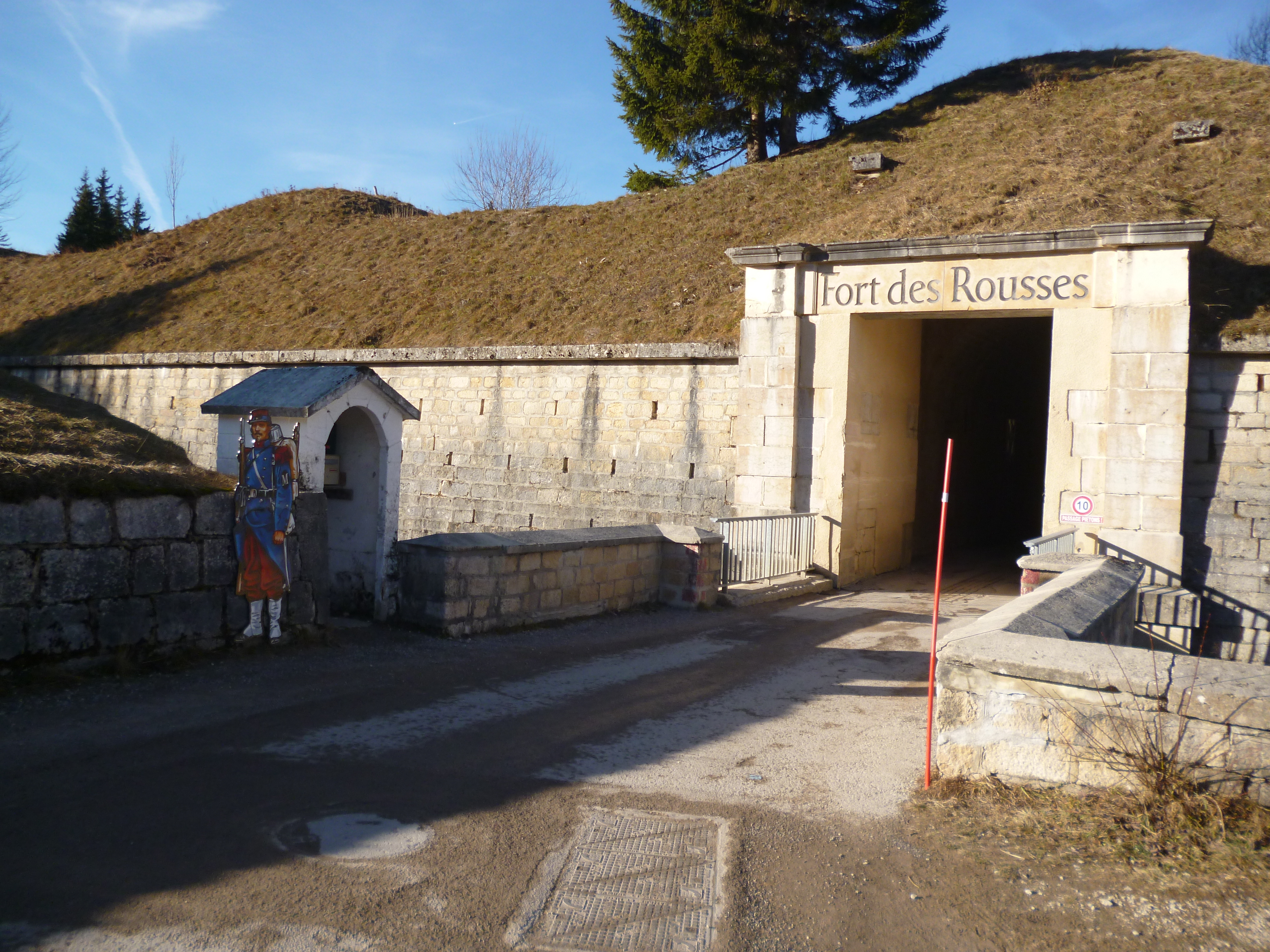
レ・ルース砦